# Дюсембиев, Муханали
Муханали Дуйсенбиев (Дюсембиев) (каз. Мұқанәлі Дүйсенбиев; 1896 год — 1966 год) — Старший табунщик колхоза «Канбакты» Испульского района Гурьевской области, Казахская ССР. Герой Социалистического Труда (1948).

## Биография
Муханали Дуйсенбиев родился в 1896 году в селе Канбакты в семье крестьянина бедняка. Казах по национальности. С 10 лет работал в найме у русских купцов и казахских богачей, пас скот. С началом коллективизации одним из первых вступил в колхоз «Канбакты», активно включившись в развитие сельского хозяйства региона.
В 1941 году был призван в ряды Красной Армии во время Великой Отечественной войны. После тяжелого ранения лечился и вернулся с фронта.
С 1942 по 1943 год работал бригадиром сенокосной бригады в колхозе «Красный Октябрь».
В 1943 году назначен старшим табунщиком, специализируясь на разведении скаковых и тягловых лошадей для нужд фронта.
Несмотря на тяжёлые условия войны, Дуйсенбиев эффективно использовал особенности степной местности для увеличения поголовья скота. Его упорство и профессионализм способствовали высоким результатам. В 1947 году он добился рекордных показателей: от 50 закреплённых кобыл было выращено 50 жеребят, что свидетельствовало о его выдающихся навыках в коневодстве.
Указом Президиума Верховного Совета СССР от 23 июля 1948 года «за получение высокой продуктивности животноводства в 1947 году при выполнении колхозом обязательных поставок сельскохозяйственных продуктов и плана развития животноводства» удостоен звания Героя Социалистического Труда с вручением Ордена Ленина и золотой медали Серп и Молот.
После войны и восстановления хозяйства Дуйсенбиев продолжал работать в колхозе, где неоднократно демонстрировал высокие результаты в животноводстве. Он оставался верен своему делу до выхода на заслуженный отдых.
С женой вырастил двух детей, передав им свои жизненные принципы и трудолюбие.

## Память
Решением акима Коктогайского сельского округа Индерского района Атырауской области от 12 декабря 2016 года улице в селе Коктогай Индерского района присвоено имя «Мұқанәлі Дүйсенбиев».